# 鎖 -クサリ-
『鎖-クサリ-』は、2005年9月22日にLeafより発売されたアダルトゲーム。船内での犯人との直接の戦いや、心理戦を繰り広げるサスペンスアドベンチャーゲームである。
Leafといえば純愛シナリオで有名であるが、今作では雫・痕以来長く途絶えていた陵辱シナリオに挑んだ作品である。また、原画は社員ではなく、同人サークル・QP:flapperのぴめこ（さくら小春）、トメ太（小原トメ太）を抜擢している。
このゲームでは、選択を失敗した時やアイテムを取り逃した時は即ゲームオーバーに繋がる。本作品はこのゲームオーバーが非常に多いことも特徴の一つである（ゲームオーバーになるとエンディングテーマやスタッフロールが流れないため、右記の表にあるエンディング数には含んでいない）。ヒロインたちが手にかけられていく姿を見るしかないシーンも多い。また、印象深いバッドエンディングやゲームオーバーも多く、禁断の恋なども描かれている。

## ストーリー
高速実験船「バシリスク」の船内で、主人公の香月恭介たちは、友人の母親が主宰するこの船の試験航海に便乗していた。ところが、公海上で漂流していた岸田洋一を助けた時から事件が起こり始める。

## 登場人物
香月恭介（こうづき きょうすけ）
声：中本伸輔
本作品の主人公であり、学生。幼いときに父を亡くしている。妹思いであり、父の葬式で悲しんでいた妹のため、父の友人「アンクル・パピィ」を演じて慰める。その後も妹の誕生日やクリスマスには、アンクル・パピィとしてプレゼントを渡していた心優しい兄である。素っ気無いが面倒見も良く、いざという時に頼りになるのでヒロインたちには好かれている。
折原明乃（おりはら あけの）
声：五行なずな
主人公の幼馴染。今回の試験航海の責任者である折原志乃の娘。成長期に差しかかり、母のように胸が大きくなってきていることにコンプレックスを抱いている。おっとりしていて常に笑顔を絶やさない。少し抜けているが、本人はそれを認めていない。どんな時でも受動的であり、周囲の足を引っ張ることもある。
綾之部可憐（あやのべ かれん）
声：高奈ゆか
高貴な家柄である綾之部家の長女。主人公は、高貴な苗字といえば綾小路であるとして、綾小路の偽者と冗談半分に馬鹿にしている。気が強いので、そんな主人公には何かと食ってかかる。そんな性格もあって、自分が「可憐」という名前に相応しくないことを気にしている。ちなみに親が決めた婚約者がいる。
綾之部珠美（あやのべ たまみ）
声：秋月まい
可憐の妹であり、あちこち駆け回る明るく活発な性格。主人公たちより1歳年下だが、年齢より幼く見えるため、姉にまでロリと言われる。体を動かすことが好きなため、今回の船旅で暇を持て余し、船内をうろうろしている。また、涙もろく映画が大好きなので、それを見るために船内にある大型ディスプレイを占拠している。本能的な勘も強く、洋一との戦いでは、様々な珍発明で主人公を助ける。
片桐恵（かたぎり めぐみ）
声：ほくとゆりあ
メガネをかけていて、小柄だが大人びた性格。激しい感情は外に出さないようにしているので、考えていることは読みづらい。とある悩みを抱えながら、主人公たちと共に洋一と戦っていく。実は本作品のメインヒロイン級の扱いである。
香月ちはや（こうづき ちはや）
声：上戸琉
主人公の実の妹。綾之部珠美同様、主人公の1歳年下。幼いときに父を亡くしており、母親に代わって家事を一人で切り盛りしている。実の兄である主人公とは大変仲が良く、つい世話を焼いてしまう。そんなこともあって、周囲は主人公が妹離れができていないと思っている。乗り物に弱いが、それでも試験航海に参加したのは、他ならぬ兄に誘われたからである。
折原志乃（おりはら しの）
声：篠宮薫
主人公の幼馴染である折原明乃の母親。今回の試験航海の責任者であり、船長を含む船員たちの信頼は厚い。大変おおらかで無頓着な性格。ときおり、大学を出たばかりと年齢を詐称している。停電から復帰した後、裸でシャンデリアに縛られていたのを発見される。明乃同様、緊急時にはあまり役に立たない。
早間友則（はやま とものり）
声：安藤正輝
主人公の親友。外見はいいが、恩着せがましい。ちはやに興味がある。事件が起こったときには洋一のアリバイを証明したため、アリバイの無い主人公が疑われるきっかけとなる。
岸田洋一（きしだ よういち）
声：安芸怜須
漂流していたところを助けられた男。主人公たちに海洋研究者を名乗る。この男を拾ってから、「バシリスク」の機関に不具合が起きはじめる。この男が今回の事件の犯人、すなわち敵である。長身で頑強な体つきであり、武器の扱いに慣れている。また、交渉術にも長けており、主人公を誘い出したり彼らの誰かを味方に引き込もうとしたりする。また、どこかに閉じ込めたとしても一切安心できない恐ろしさも持っている。

## スタッフ
Leaf大阪開発室による作品。ただし、原画補助・CGなどビジュアル関連では東京開発室スタッフも多く関わっている。
- シナリオ：枕流
- キャラクターデザイン・原画：ぴめこ/トメ太
- 原画・ビジュアル監修：みつみ美里
- 音楽：中上和英、衣笠道雄、石川真也、松岡純也

## 主題歌
OP「睡蓮-あまねく花-」
作詞：須谷尚子 / 作編曲：豆田将 / 歌：Suara
ED1「星座」
作詞：須谷尚子 / 作編曲：松岡純也 / 歌：Suara
ED2「BE LIKE A LIVING HELL」
作曲：石川真也
エンディングの内容によって「星座」か「BE LIKE A LIVING HELL」のどちらかが流れる。「星座」は「睡蓮-あまねく花-」と共に、Suaraのデビュー曲でもある。

## 関連商品

### CD
いずれも発売元はフィックスレコード、販売元はキングレコード。
アマネウタ
Suaraのファーストミニアルバム。デビュー曲である「睡蓮-あまねく花-」「星座」とTVアニメ「ToHeart2」エンディングテーマ「トモシビ」を含む全7曲を収録している。
AQUAPLUS VOCAL COLLECTION VOL.5
本作と『Tears to Tiara』『TVアニメ版ToHeart2』『こみっくパーティーPORTABLE』『TVアニメ版うたわれるもの』のボーカル曲を収録したアルバム。「睡蓮-あまねく花-」「星座」を収録。
Pure -AQUAPLUS LEGEND OF ACOUSTICS-
本作と『To Heart』『WHITE ALBUM』『うたわれるもの』『Tears To Tiara』『ToHeart2』の歌やBGMの、Elements Gardenのメンバーによるアコースティックアレンジアルバム。

### カードゲーム
Lycee
シルバーブリッツのカードゲーム、Lyceeに参戦している。収録エキスパンションは、Leaf3.0など。